# Planorbidae
Planorbidae е семейство сладководни охлюви, водни белодробни коремоноги мекотели. За разлика от повечето мекотели, кръвта на Planorbidae съдържа хемоглобин на основата на желязо вместо хемоцианин на основата на мед. В резултат на това планорбидите са способни да дишат кислород по-ефективно от другите мекотели. Наличието на хемоглобин придава на тялото червеникав цвят. Това е особено очевидно при животни албиноси.
Тъй като дишат въздух като другите представители на клон Panpulmonata, представителите на семейство Planorbidae имат бял дроб, а не хриле.

## Таксономия
За няколко таксона не съществува консенсус дали трябва да бъдат причислени към семейство Planorbidae. Такъв със сигурност е случаят със сладководните охлюви Ferrissia и Ancylus. И двата рода понякога са причислявани към семейство Lymnaeidae. Алтернативно, някои учени считат тези родове за самостоятелни семейства. Съгласно таксономията на гастроподите (Bouchet &amp; Rocroi, 2005) тези родове в момента са част от триб Ancylini в рамките на семейство Planorbidae.
Според таксономията на гастроподите (Bouchet &amp; Rocroi, 2005), семейство Planorbidae се състои от следните подсемейства:
- подсемейство Planorbinae Rafinesque, 1815
  - триб Planorbini Rafinesque, 1815 – синоними: Choanomphalinae Fisher & Crosse, 1880; Orygoceratidae Brusina, 1882
  - триб Ancylini Rafinesque, 1815 – синоним: Pseudancylinae Walker, 1923 (инв.)
  - триб Biomphalariini Watson, 1954 – синоними: Acrorbini Starobogatov, 1958; Drepanothrematini Zilch, 1959; Taphiinae Harry & Hubendick, 1964
  - триб Planorbulini Pilsbry, 1934
  - триб Segmentinini Baker, 1945
- подсемейство Bulininae Fischer & Crosse, 1880
  - триб Bulinini Fischer & Crosse, 1880 – синоними: Laevapicinae Hannibal, 1912; Isidorinae Annandale, 1922; Gundlachiinae Starobogatov, 1967
  - триб Coretini Gray, 1847 – синоними: Pompholicinae Dall, 1866 (инв.); Camptoceratinae Dall, 1870; Megasystrophinae Tryon, 1871 (инв.); Pompholycodeinae Lindholm, 1927; Helisomatinae Baker, 1928; Bayardellini Старобогатов & Прозорова, 1990; Planorbariini Старобогатов, 1990
  - триб Miratestini Sararsin & Sarasin, 1897 – синоними: Ferrissiinae Walker, 1917; Ancylastrinae Walker, 1923; Protancylinae Walker, 1923; Physastrinae Starobogatov, 1958; Ameriannini Zilch, 1959; Patelloplanorbidae Franc, 1968
  - триб Plesiophysini Bequaert & Clench, 1939 г
- подсемейство Neoplanorbinae Hannibal, 1912 - синоним: Payettiinae Dall, 1924
- подсемейство Rhodacmeinae Walker, 1917

## Разпространение
Видовете от това семейство се срещат по целия свят. В Северозападна Европа са известни около 20 вида (включително привнесени). Известно е, че още от юрския период в този регион са се появили различни изчезнали таксони.